# Journal of the Australian Mathematical Society
Journal of the Australian Mathematical Society is een internationaal, aan collegiale toetsing onderworpen wetenschappelijk tijdschrift op het gebied van de wiskunde. De naam wordt in literatuurverwijzingen meestal afgekort tot J. Aust. Math. Soc. Het wordt uitgegeven door Cambridge Journals namens de Australian Mathematical Society en verschijnt 6 keer per jaar. Het eerste nummer verscheen in 1959.